# 真名实姓
《真名實姓》（英語：True Names）是一篇科幻中篇小說，作者是美国作家弗诺·文奇，這篇小說是他的成名作，於1981年出版。它是最早完整描述賽博空間的小說之一，比威廉·吉布森的《神經喚術士》更先完成，而這種空間後來成為賽博朋克小說的中心。